# 希臘退出歐元區
希臘退出歐元區，或簡稱希退，是指希臘自欧元区貨幣同盟退出的可能議題，主因是該國日益擴張至難以收拾的公共債務。金融界在針對此問題的爭議與討論時，通常會將其簡稱為「Gexit」或「grexit」，即Greece和exit的混成詞。這個詞是花旗集团的首席分析师威廉姆·比特和易卜拉欣·拉赫巴（Ebrahim Rahbari）在2012年2月首先提出的。此提案的支持者認為，希臘與歐元脫鉤，重新使用希腊德拉克马的話，將大幅促進當地的出口與旅遊業，也能振興國家經濟，同時能阻卻昂貴的進口貨；反對者則認為，此提案將使得希臘民眾的生活更加困難，造成社會的動盪不安，也會破壞與損害歐元區的信譽，使希臘被列為非歐盟成員國。

## 历史
2015年1月27日，在希臘議會提早改選的兩天後，激进左翼联盟的黨魁阿列克西斯·齊普拉斯組成了新政府。他任命雅尼斯·瓦魯法克斯為新的财政部長，此為處理該國政府債務危機的特別重要職位。此後，希退在未來的可行性就開始被廣泛討論。
2016年的英國脫歐公投的結果為脫歐派勝利，觸發一連串其他國家中主張脫歐者的機會，讓主張希臘退出歐元區的想法再度浮上檯面也有了極大的支持點。更有人主張希臘應該脫離歐盟，但現實面也不太可能脫離歐盟，因為要付出的「分手費」可能使希臘面臨比國債危機更糟的問題。歐元也有可能走入歷史。